# پیر-آنتوان لبرون
پیر-آنتوان لبرون (به فرانسوی: Pierre-Antoine Lebrun) شاعر و دراماتورژ قرن هجدهم میلادی اهل فرانسه است.